# Герб Чернігівського воєводства
Герб Чернігівського воєводства (пол. Herb województwa czernihowskiego) — офіційний символ Чернігівського воєводства Речі Посполитої.

## Історія
Чернігівська земля опинилася у складі Польщі у 1618 році після польсько-московської війни за Деулінською угодою. 1633 року польський король Владислав IV наділив землю статусом воєводства. Тоді ж був затверджений герб: двоголовий орел з розкинутими крилами, увінчаний однією короною. Про це свідчить гербовник Каспера Несецького «Корона Польська» (пол. Korona Polska), виданий у 1728—1743 роках.
На грудях орла, за цим джерелом, має бути монограма у вигляді латинської літери «V» короля Владислава ІV. В. Румянцева з посиланням на Каспера Несецького, вважає, що емблемою Чернігівського воєводства був чорний двоголовий орел з розпущеними крилами, увінчаний однією короною.
На практиці у другій половині XVIII століття на польських картах використовувався інший герб — срібний двоголовий орел під однією короною на золотому щиті та без вензеля.
Майже через 100 років після повної втрати Польщею воєводства та саме воєводство та його герб почали забувати. Для прикраси посольської та сенатської залів Королівського замку у Варшаві, де планувалося зобразити всі герби Речі Посполитої, «винайшли» новий герб Чернігівсько-Сіверської землі: у червоному полі здиблений срібний кінь в оточенні трьох зірок, а над ним срібний одноголовий орел.
Деякі історики вважають, що двоголовий орел з'явився на гербі, оскільки був символом чернігівських князів — двоголові орли зображувалися на стінах палат Борисоглібського собору Чернігова (1123). У хронці Ульріха Ріхенталя 1414—1418 років вміщено герб Русі з двоголовим орлом, який деякі історики вважали за герб Чернігова. Є припущення, що двоголовий орел був обраний польським королем для герба Чернігівщини, відвойованої у Москви, на противагу Московському царю.

## Галерея

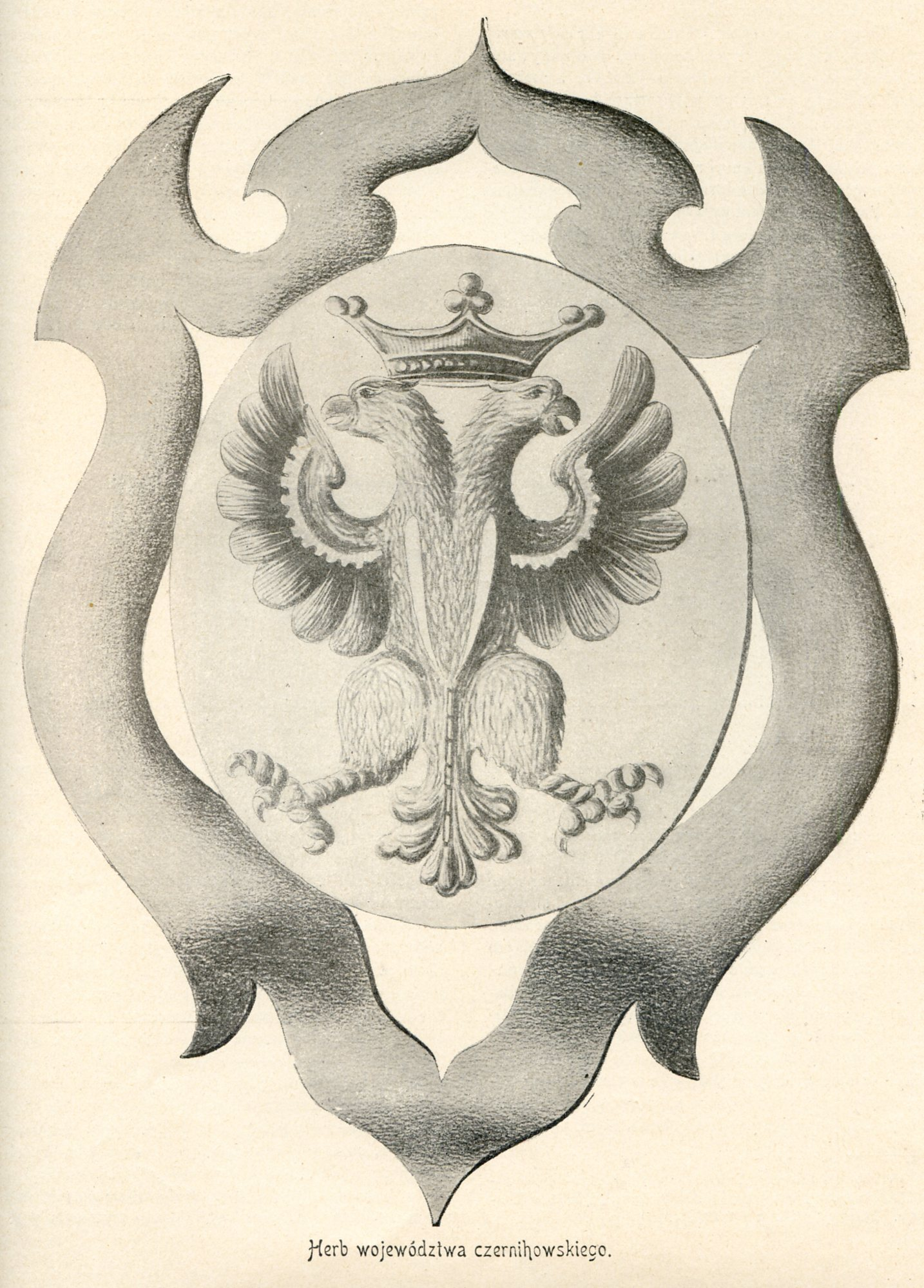
Герб воєводства з вензелем польського короля Владислава IV
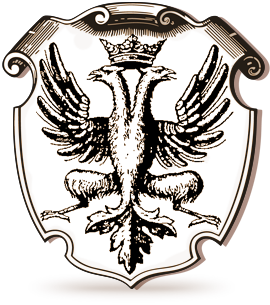
Герб 1635 року. По гербовнику Каспера Несецького
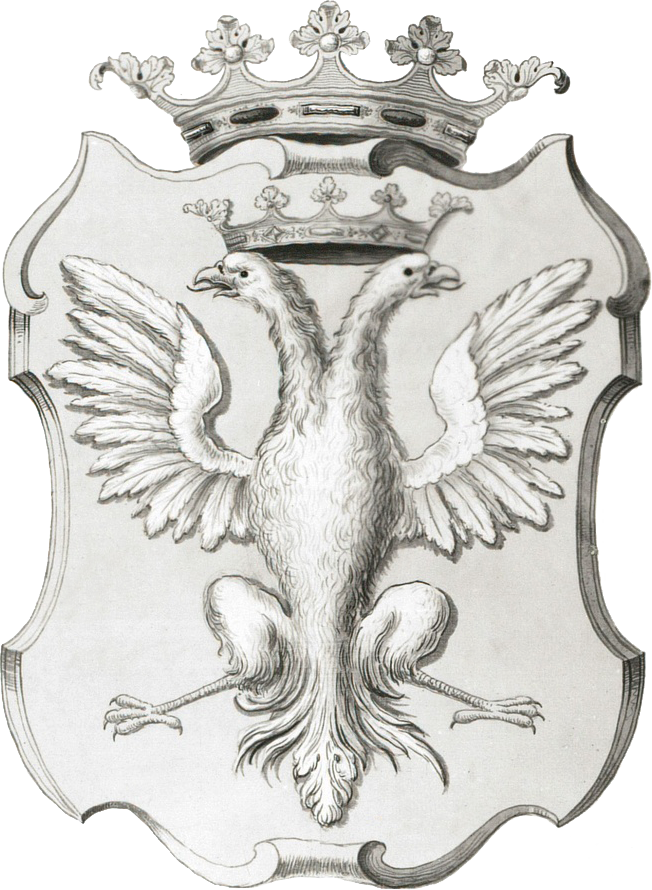
Герб Чернігівського воєводств. 1720
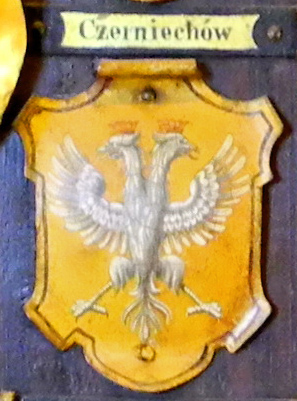
Рисунок у Польському історичному музеї в комуні Рапперсвіль-Йона, Швейцарія
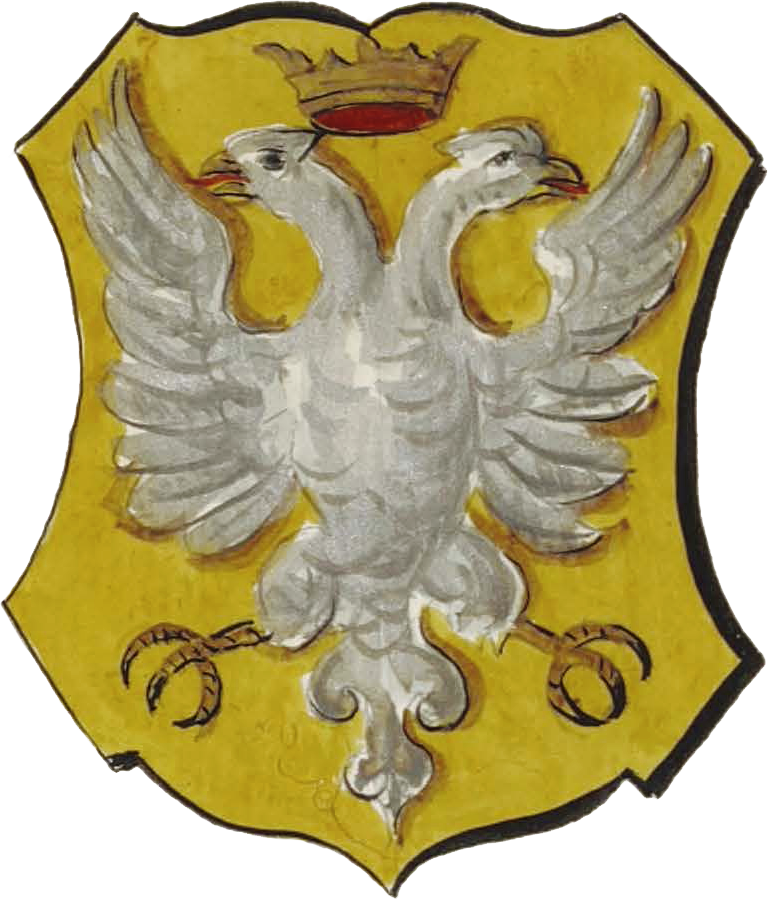
Рисунок герба з гербовника 1875 року
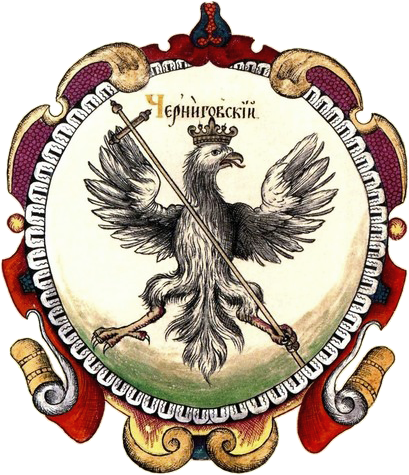
Герб Чернігівський у «Царському титулярнику» (1672)
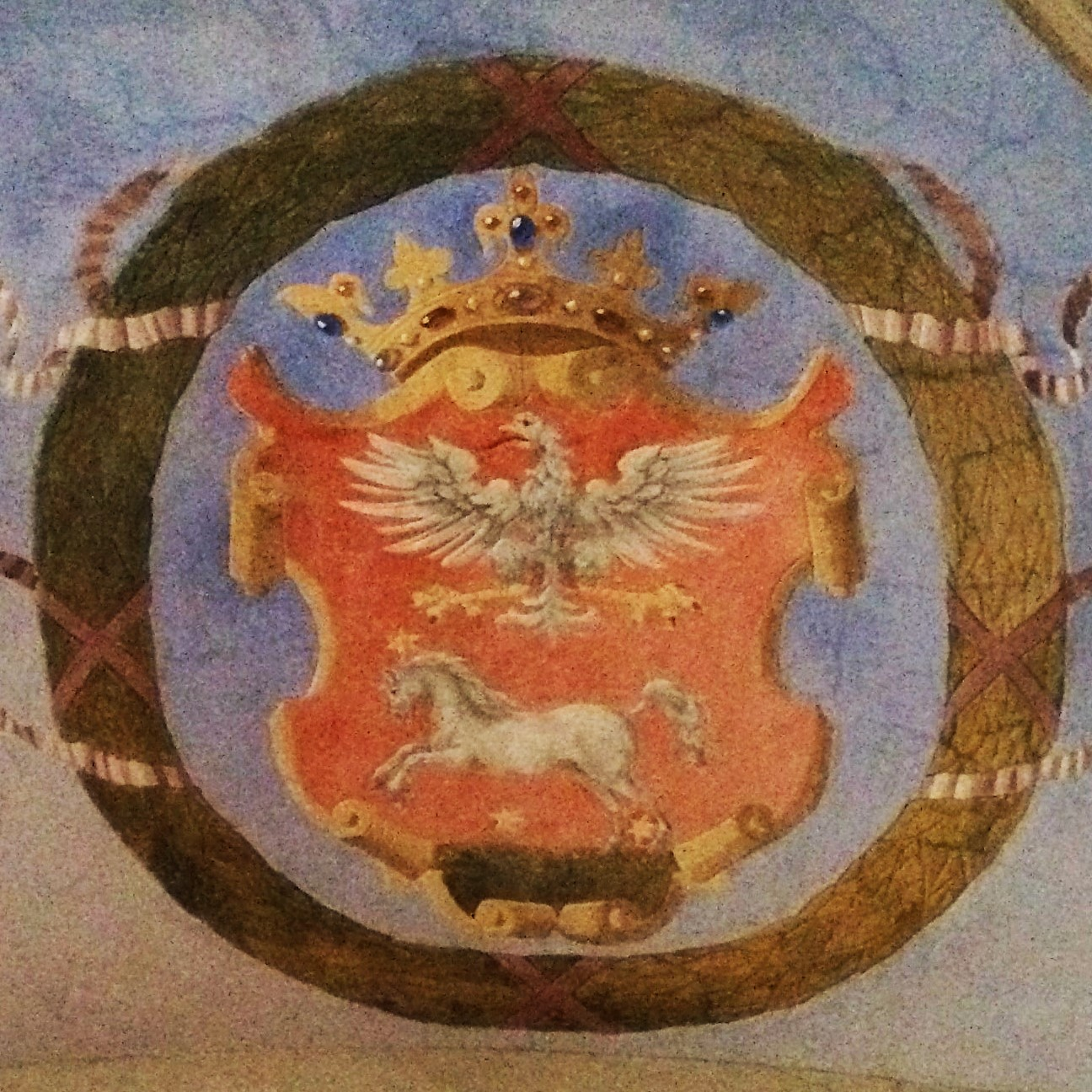
Герб у Посольській залі Королівського замку у Варшаві (після 1720 р.)